# Rosyjski Państwowy Instytut Sztuk Scenicznych

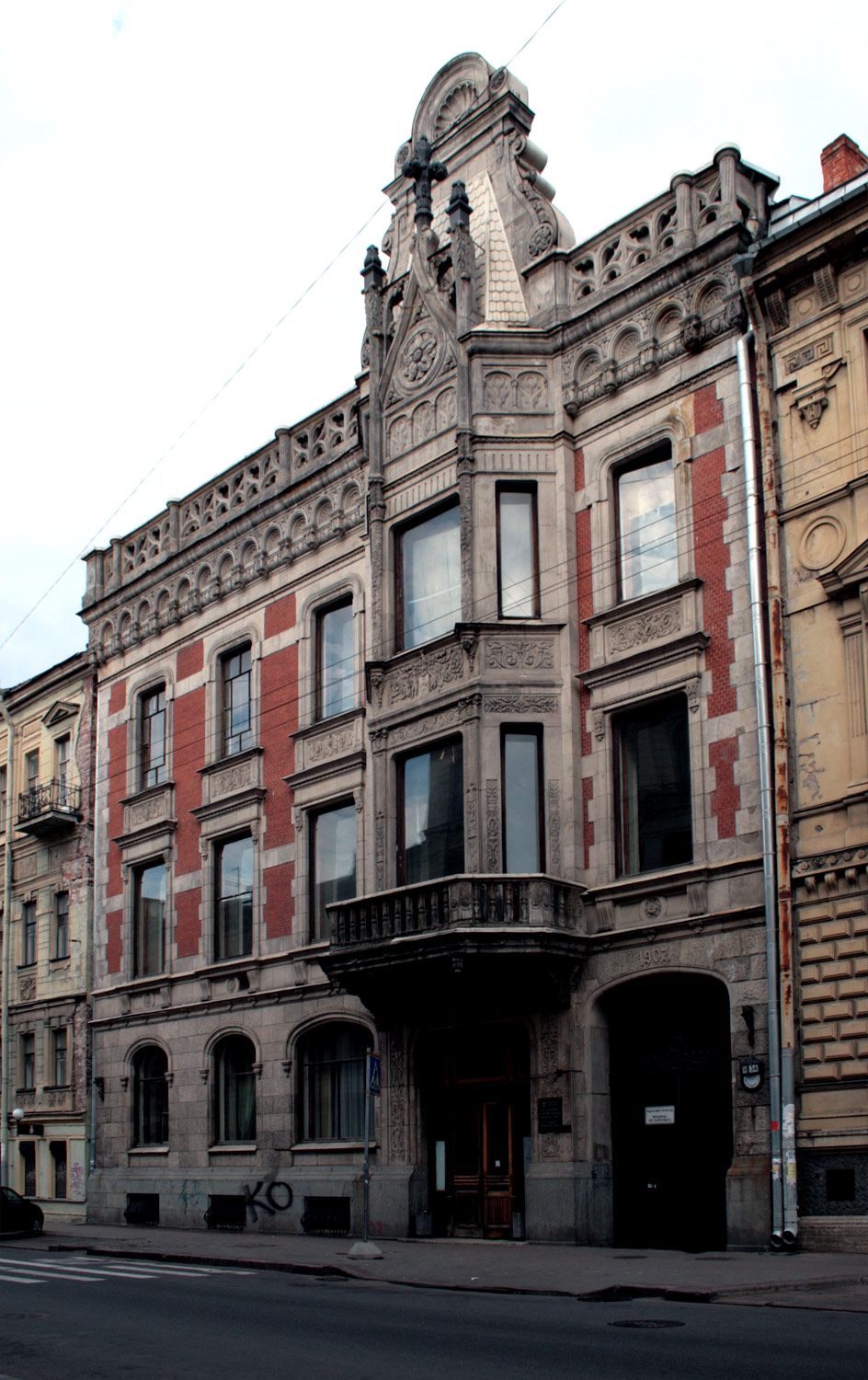
Rosyjski Państwowy Instytut Sztuk Scenicznych

Rosyjski Państwowy Instytut Sztuk Scenicznych (ros. Федеральное государственное бюджетное образовательное учреждение высшего образования, Российский Государственный Институт Сценических Искусств) – najstarsza i jedna z największych instytucji szkolnictwa wyższego w Rosji, kształcąca na kierunkach teatralnych. 
Jest placówką Ministerstwa Kultury Federacji Rosyjskiej, wchodzi w skład Europe: Union of Theatre Schools and Academies.

## Historia
W 1918 ludowy komisarz oświaty Anatolij Łunaczarski postanowił zorganizować pierwszą radziecką szkołę teatralną i wydał postanowienie o zorganizowaniu Szkoły Mistrzostwa Aktorskiego (SzAM). W 1922 została ona połączona z innymi placówkami i tak powstał Instytut Sztuk Scenicznych (ISI).
W 1926 ISI zostaje przemianowane na Technikum Sztuk Scenicznych (TSI), w 1936 połączone ze szkołami średnimi przy teatrach leningradzkich tworzy Centralną Szkołę Teatralną (CTU), od 1939 - Leningradzki Instytut Teatralny; w 1948 otrzymał imię Aleksandra Ostrowskiego.
W 1962 otrzymuje nową nazwę: Leningradzki Państwowy Instytut Teatru, Muzyki i Kinematografii (ŁGITMiK); w 1962 otwarto przy Instytucie Szkolny Teatr „Na Mochowoj”, a w 1984 otrzymał imię Nikołaja Czerkasowa.
W 1993 Instytut przemianowano na Petersburską Państwową Akademię Sztuki Teatralnej (SPbGATI).
W 2014 Akademia zostaje przemianowana na Rosyjski Państwowy instytut Sztuk Scenicznych (RGISI).